# Hasmik (actrice)
Taguhi Hakobyan, au nom de scène Hasmik ou Hasmik Agopyan, née le 21 mars 1878 à Nakhitchevan dans l'Empire russe et morte le 23 août 1947 à Erevan en République socialiste soviétique d'Arménie, est une actrice du cinéma soviétique arménien

## Filmographie
La filmographie de Hasmik, comprend entre autres les films suivants  : 
- 1928 : Evil Spirit (en)
- 1934 : Gikor (hy)
- 1935 : Pepo (en)
- 1938 : Zangezur (en)
- 1944 : David Bek

## Distinctions
- Artiste du peuple de l'URSS
- Héros du travail socialiste
- Ordre du Drapeau rouge du Travail